# Belvosia argentifrons
Belvosia argentifrons là một loài ruồi trong họ Tachinidae.